# Elisabete Tavares
Elisabete Ribeiro Tavares Ansel (Palência, Espanha, 7 de Março de 1980), é uma antiga atleta portuguesa praticante de Salto à Vara, deixou de competir no final da época de 2010.
Elisabete tem duas irmãs, também saltadoras à vara, Eleonor Tavares, recordista nacional e Sandra Helena Tavares. Ambas competem em França.
Elisabete foi campeã portuguesa da modalidade.
Participou no Campeonato Mundial de Atletismo de 2007 mas não passou à final fazendo um resultado de 4,05 m.